# 野田市立岩名中学校
野田市立岩名中学校（のだしりついわなちゅうがっこう）は、千葉県野田市の北部地区にある公立中学校。通称は、「岩中」（がんちゅう）。

## 概要

### 沿革
- 1987年
  - 4月1日 - 野田市立北部中学校より分離し、野田市立岩名中学校として開校。学級数15、生徒数610名、職員数26名、市職7名
  - 4月6日 - 開校式
  - 7月2日 - PTA設立総会
  - 11月7日 - 開校式典　校旗・校歌制定。
- 1991年11月18日 - 文部省・野田市教育研究会指定「中学校教育課程研究校」発表
- 1994年11月18日 - 文部省・野田市教育委員会指定「中学校教育課程研究校」発表
- 1995年4月1日 - 選択教科調査研究協力校（文部省）1に指定
- 1996年11月2日 - 創立10周年記念式典
- 1998年4月1日 - 野田市教育委員会指定 学校同和教育実践校として指定を受ける
- 1999年10月2日 - 野田市教育委員会指定学校同和教育実践校として公開
- 2006年10月29日 - 創立20周年記念行事・講演会
- 2007年12月8日 - 文部科学省委託研究「新教育システム開発プログラム（学校図書館関係）」研究協力校の選定
- 2008年3月28日 - 校舎・校地内バリアフリー設備完成
- 2012年4月1日 - 野田市教育委員会研究校となる。また、特別支援学級数「けやき学級」開設
- 2013年12月5日 - 優れた「地域による学校支援活動」推進に係る文部科学大臣表彰受賞
- 2015年4月1日 - 特別支援学級の名称が「けやき学級」から「1・2・3年 5・6組」に変更

## 通学区
岩名 光葉町 桜の里

## 学校教育目標
「心豊かで、たくましい人間の育成」
1. 規律正しく行動し、心身共に健全な生徒
2. 自ら目標を意識し、確かな学力を身につけようとする生徒
3. 他を尊重し、温かな心を持った生徒

## 主な行事
- 4月 - 入学式・始業式
- 5月 - 生徒総会・運動部市内大会
- 6月 - クリーン作戦・市内陸上大会・林間学校（2年）・校外学習（1年）
- 7月 - 修学旅行（3年）、運動部葛北大会・夏季休業・三者面談
- 8月 - 全校登校日
- 9月 - 運動会・葛北新人戦
- 10月 - 生徒会役員選挙・前期終業式・後期始業式・東葛駅伝大会・葛北新人戦・市内音楽会、PTAバザー、紫雲祭（文化祭）
- 11月 - 二者面談・三者面談・中学校弁論大会・避難訓練・職場体験（2年生）
- 12月 - 小中交流体験学習・冬季休業
- 2月 - 新入生保護者説明会・千葉県公立高校入学選抜
- 3月 - 埼玉県公立高校入学選抜・3年生を送る会・卒業式・修了式・学年末休業

## 部活動
部活動は盛んに行われており、運動部・文化部ともに毎年地区大会で好成績をおさめ、県大会に出場する部活が多くある。また、全国大会に出場する生徒もおり、全国的にも高いレベルである。

### 運動部
- 陸上部（長距離・短距離）

令和3年 男子1500m全国大会出場
令和5年 女子1500m全国大会出場
- ソフトテニス部（男・女）
- 卓球部
- バレーボール部（女）
- バスケットボール部（男・女）
- 野球部
- サッカー部

#### 特設部
大会が近い期間のみ設置される部。
- 水泳部
- 駅伝部

令和4年東葛駅伝8位入賞
令和5年東葛駅伝9位入賞
令和5年千葉県駅伝大会10位
東日本女子駅伝出場
- 柔道部

### 文化部
- 吹奏楽部
- 美術部
- 情報技術部

## 生徒数・学級数・校長
- 生徒数 - 404名（2019年5月1日時点）
  - 1年 149名
  - 2年 122名
  - 3年 122名
  - 特別支援学級 11名
- 学級数 - 16学級（2021年度）
  - 1年 5クラス
  - 2年 5クラス
  - 3年 4クラス
  - 特別支援学級（学年混成） 2クラス
- 校長 古矢浩祥（2021年度より）

## アクセス
- 東武野田線（東武アーバンパークライン）川間駅から徒歩20分
- まめバス⑤北ルート清水・⑦中ルート「岩名中前」下車。「川間駅南口」から約4分。